# Свергун Аліна Леонідівна
Аліна Леонідівна Свергун (нар. 29 березня 1990) — українська футболістка і футзалістка, універсалка клубу «Будстар-НПУ» (Київ).

## Життєпис
Футбольну кар'єру розпочала в клубі «Житлобуд-1», у 2006 році в складі цього клубу дебютувала у чемпіонаті України. У футболці харківського клубу виступала до завершення сезону 2008 року, наступного року перейшла в уманський «Ятрань-Берестівець». У 2009 році перейшла до Іллічівки, кольори якої захищала до завершення сезону 2012 року. Потім повернулася до «Житлобуду-1», де виступала протягом двох років. У 2015 році виступала в чернігівській «Легенді».
У 2016 році виїхала до Казахстану, де вступала в столичній «Астані» з вищого дивізіону чемпіонату Казахстану (20 матчів, 1 гол). Наступного року переїхала до Росії, де підписала контракт з «Єнісеєм». Дебютувала за нову команду 18 квітня 2017 року в переможному (2:0) домашньому поєдинку 1-о туру чемпіонату Росії проти «Росіянки». Аліна вийшла на поле в стартовому складі та відіграла увесь матч. У чемпіонаті Росії провела 12 матчів.
У 2018 році повернулася до України, виступала за команду TESLA-2 (Харків) у першій лізі жіночого чемпіонату України з футзалу. У липні 2018 року перейшла до чинного на той час чемпіона Естонії — ФК «Пярну». 28 липня 2018 року в переможному (8:0) поєдинку 13-о туру Мейстерліги проти столичного «Калева» дебютувала за нову команду. Свергун вийшла на поле в стартовому складі та провела на полі 51-у хвилину. Допомогла своїй команді завоювати срібні медалі естонського чемпіонату, а також зіграла 3 матчі у Балтійській футбольній лізі.
Перед стартом сезону 2019/20 приєдналася до футзального клубу «Будстар-НПУ» (Київ).

## Досягнення
- Чемпіонат України
  -  Чемпіон (2): 2013, 2014

- Кубок України
  -  Володар (2): 2013, 2014